# استراتمور منر (کنتاکی)
استراتمور منر (به انگلیسی: Strathmoor Manor) شهری در ایالت کنتاکی کشور ایالات متحده آمریکا است که جمعیت آن در سرشماری سال ۲۰۱۰ میلادی، ۳۳۷ نفر بوده‌است.